# Mantidactylus noralottae
Mantidactylus noralottae är en groddjursart som beskrevs av Mercurio och Franco Andreone 2007. Mantidactylus noralottae ingår i släktet Mantidactylus och familjen Mantellidae. IUCN kategoriserar arten globalt som sårbar. Inga underarter finns listade i Catalogue of Life.